# Jean-Marie Cuzin
Jean-Marie Cuzin est un peintre, un écrivain, un scénariste et un dessinateur de bande dessinée français.

## Œuvre

### Bande dessinée
- De Gaulle - Un destin pour la France, scénario de Guy Lehideux, dessins de Jean-Marie Cuzin, Éditions du Signe, 2010  (ISBN 978-2-7468-2426-3)
- Le Champagne - Une histoire de bulles, scénario de Jean-Marie Cuzin et Daniel Lorson, dessins d'Erik Arnoux, Éditions du Signe, 2012  (ISBN 978-2-7468-2813-1)
- Chamonix Mont-Blanc, scénario d'Élisa Giacomotti, Éditions du Signe
  1. Toute une histoire…, dessins de Jean-Marie Cuzin, 2011  (ISBN 978-2-7468-2741-7)
- Histoire de Marseille, scénario de Gilbert Buti et Olivier Raveux, dessins de Jean-Marie Cuzin, Éditions du Signe
  1. De la grotte Cosquer au Roi Soleil, 2012  (ISBN 978-2-7468-2805-6)
- Cette histoire qui a fait Saint-Tropez, scénario de Jean-Marie Cuzin, Gilbert Buti et Laurent Pavlidis, dessins de Jean-Marie Cuzin, Éditions du Signe, 2011  (ISBN 978-2-7468-2524-6)
- Histoire de la Provence, des Alpes à la Côte d'Azur, Éditions du Signe
  1. Les premiers humains, scénario de Jean-Marie Cuzin et Dominique Garcia, dessins de Serge Fino, 2012  (ISBN 2-74682-799-9)
  2. Celtes, Grecs et Romains, scénario de Jean-Marie Cuzin et Dominique Garcia, dessins de Michel Espinosa, 2012  (ISBN 2-74682-801-4)
- Une histoire lyonnaise, La fête des lumières, scénario de Pierre de Martin de Viviés, dessins de Jean-Marie Cuzin, Éditions du Signe, 2015, 40 p.  (ISBN 2746833220)
- Gilbert Buti et Jean-Marie Cuzin, Le Var : une terre d'histoire entre Verdon et Méditerranée, Eckbolsheim, Signe, 2020, 48 p. (ISBN 978-2-7468-3947-2)

### Beaux livres
- Lure entre chien et loup, Jean-Marie Cuzin et Pierre Lopez, Éditions du Signe, collection Un Écrivain Un Chemin, 2011  (ISBN 2-74682-519-8)

### Illustrations
- L'Europe… tu connais ?, Daniel Orban, Éditions Pascal, 2008  (ISBN 2-35019-035-8)
- L'Histoire de France racontée à mes petits-enfants, Yves Guéna, Éditions Pascal, 2008  (ISBN 2-35019-008-0)

### Romans
- La Fille de Nyale, Jean-Marie Cuzin, Guéna, 2010  (ISBN 978-2-91832-009-8)

### Études
- Le P'tit Rodolphe, Daniel Orban et Jean-Marie Cuzin, France Europe Éditions, 2010  (ISBN 2-84825-236-7)